# Bibrik
Bibrik is een bestuurslaag in het regentschap Madiun van de provincie Oost-Java, Indonesië. Bibrik telt 3624 inwoners (volkstelling 2010).